# Manuel Rivas
Manuel Rivas Barrós (ur. 26 października 1957 w La Coruñii) – hiszpański pisarz, poeta, eseista i dziennikarz, uważany za jednego z najwybitniejszych przedstawicieli współczesnej literatury galicyjskiej. Tworzy w języku galicyjskim. Jego książki zostały przetłumaczone na ponad 30 języków, a także zostały przy różnych okazjach zaadaptowane na potrzeby filmu.

## Życiorys
Urodził się w La Coruñii w rodzinie Galisyjczyków. Jego matka sprzedawała mleko, a ojciec był murarzem i muzykiem amatorem. Rozpoczął karierę pisarską w wieku 15 lat. Pisał artykuły i eseje literackie dla hiszpańskich gazet i stacji telewizyjnych, w tym Televisión de Galicia, „El Ideal Gallego”, „La Voz de Galicia” i „El País”. Był zastępcą dyrektora i redaktorem „Diario 16” w Galicji. Był założycielem hiszpańskiego Greenpeace i odegrał ważną rolę podczas wycieku ropy Prestige w 2002 w pobliżu wybrzeża Galicji.
Ukończył studia i uzyskał stopień naukowy z informatyki na Uniwersytecie Complutense w Madrycie. Znalazł się wśród założycieli Greenpeace w swoim kraju. Uznanie przyniósł mu zbiór opowiadań z 1996 zatytułowany ¿Qué me quieres, amor?. Utwory z tego tomu zostały sfilmowane przez José Luisa Cuerdę. Film znany jest pod polskim tytułem Język motyli (La lengua de las mariposas, 1999).
W Polsce ukazała się jedna powieść Rivasa, rozgrywająca się w realiach hiszpańskiej wojny domowej, zatytułowana Ołówek stolarza (O lapis do carpinteiro, 1998).

### Wiersze
- Libro de Entroido (1979)
- Balada nas praias do Oeste (1985)
- Mohicania (1987)
- Ningún cisne (1989)
- O pobo da noite (1996)
- Do descoñecido ao descoñecido. Obra poética (1980-2003) (2003)
- El pueblo de la noche y mohicania revisitada (2004)
- A desaparición da neve (2009)
- A boca da terra (2015)

### Powieści
- Todo ben (1985)
- Un millón de vacas (1989)
- Os comedores de patacas (1991)
- En salvaxe compaña (1994)
- Czego ode mnie chcesz, kochanie? (¿Qué me quieres, amor?, 1996)
- Bala perdida (1997)
- O lapis do carpinteiro (1998)
- Ela, maldita alma (1999)
- Ołówek stolarski (A man dos paíños, 2000)
- Galicja, Galicja (Galicia, Galicia, 2001)
- As chamadas perdidas (2002)
- Contos de Nadal (2004)
- Os libros arden mal (2006)
- Wszystko jest ciszą (Todo é silencio, 2010)

### Eseje
- „El bonsái atlántico” (1994)
- „El periodismo es un cuento” (1997)
- „Toxos e flores” (1999)
- „Galicia, Galicia” (2001)

## Nagrody
- 1996: Narodowa Nagroda Literatury Narracyjnej[5]
- Nagroda Krytyków Galicyjskich
- Hiszpańska Narodowa Nagroda Narracyjna
- Nagroda Krytyki Hiszpańskiej
- Nagroda belgijskiej sekcji Amnesty International
- Nagroda Torrente Ballester
- Nagroda Arcebispo Xoán de San Clemente eo da Crítica
- Nagroda RAZ - Galicja i Solidarność
- 2000: Goya za najlepszy scenariusz adaptowany[6] – Język motyli (La lengua de las mariposas, 1999)
- 2007: Xarmenta